# Cerotainia dubia
Cerotainia dubia är en tvåvingeart som beskrevs av Jacques-Marie-Frangile Bigot 1878. Cerotainia dubia ingår i släktet Cerotainia och familjen rovflugor. Inga underarter finns listade i Catalogue of Life.